# Alfredo Rocco
Alfredo Rocco (né le 9 septembre 1875 à Naples et mort le 28 août 1935  à Rome) est un homme politique et juriste italien. Son nom est associé au code pénal qu'il a rédigé.

## Biographie
Alfredo Rocco est professeur de droit commercial à l'université de Parme en 1899 puis à l'université d'Urbino (1899 à 1902) et à l'université de Macerata jusqu'en 1905. Il revient à l'université de Parme en 1907 enseigner la procédure civile puis il occupe la chaire de droit commercial à l'université de Padoue de 1910 à 1925 puis celle de législation économique et de droit commercial à l'université de Rome « La Sapienza » dont il est le recteur de 1932 à 1935.
En 1913, dans un article de La Tribuna, il demande au parti libéral italien de prendre une position plus nationaliste et en décembre de la même année il devient président du groupe nationaliste de Padoue.
Après la guerre, il voit monter avec intérêt le nouveau phénomène fasciste et il est l'un des premiers nationalistes à voir dans le mouvement des chemises noires la possibilité de restaurer et réorganiser l'État dans le sens voulu. Il est élu, en 1921, à la chambre des députés du royaume d'Italie dans la liste des blocs nationaux et après la marche sur Rome, il est nommé sous-secrétaire au ministère du trésor et après le 31 décembre 1922 au ministère de finances. Du 27 mai 1924 au 5 janvier 1925, il est président de la chambre des députés avant de devenir jusqu'en 1932 ministre de la justice et des affaires du culte. Durant cette période, son activité est concrétisée par une série de lois et de dispositions qui d'un côté mettent fin à l'État libéral et de l'autre donnent naissance au régime fasciste.
Albert Einstein écrit au ministre une lettre (retranscrite dans le livre "Comment je vois le monde")  dans laquelle il demande que le nécessaire soit fait pour que les scientifiques ne doivent pas s'inscrire au parti national fasciste pour continuer leurs recherches.
Nommé sénateur en 1934, il meurt à Rome en 1935.

## Les «codes Rocco»
Rocco intervient en personne dans les travaux de rédaction des codes, optant souvent pour des solutions contraires avec la majorité des membres des commissions ministérielles et entrant souvent en dissension avec des juristes comme Vincenzo Manzini qui proposent des thèses plus extrémistes.
Le code pénal de 1930 est encore en vigueur ayant subi peu de modification respectivement au texte original. Le code de procédure pénale a été profondément modifié à partir de  1955 puis abrogé en 1990 avant d'être remplacé par le texte actuel.

## Pensée politique
Rocco a une sorte de philosophie de l'histoire qui peut s'exprimer au travers du principe de l'organisation (quand elle existe, se réalisent les meilleurs moments de la société humaine: empire romain, culture catholique, grandes réalités étatiques) ou bien au travers du principe de l'individualité (quand c'est le cas, l'histoire vit ses moments les plus noirs : barbares, mouvements protestants, révolutions).
L'Italie, selon Rocco, a réussi à conjuguer deux principes pendant le risorgimento: Elle est parvenue à l'organisation au travers de l'exploitation des idées libérales et démocratiques. Cette période est suivie par l'ère giolittienne  (de Giovanni Giolitti, président du conseil) qui dure jusqu'à la Première Guerre mondiale.
Avec le fascisme, on est revenu à l'état organisé : la révolution fasciste a appliqué la définition étymologique du terme: Elle a fait revenir les choses comme elles étaient auparavant, changement à 360°, donc retour au point de départ.
La révolution fasciste, d'après Rocco, a été donc  une révolution conservatrice ayant donné vie à un retour aux formes autoritaires et hiérarchiques.

## Source de la traduction
- (it) Cet article est partiellement ou en totalité issu de l’article de Wikipédia en italien intitulé « Alfredo Rocco » (voir la liste des auteurs) du 17.11.2007.